# トヨトミ
株式会社トヨトミ（英: TOYOTOMI CO.,LTD.）は、日本の大手暖房器具・空調機器メーカーである。
本社は愛知県名古屋市瑞穂区。冬季放映のCMで有名な「トヨストーブ」で知られる。

## 沿革
- 1949年（昭和24年）7月 - 中村一治が豊臣工業株式会社として設立。「豊田に臣下を尽くす」が社名の由来で、豊臣秀吉とは秀吉が愛知県出身であることを理由に後付けで関連させている。
- 1952年（昭和27年）2月 - 石油コンロをはじめとする自社開発品の生産を開始。
- 1959年（昭和34年）8月 - 熱処理部門を豊臣熱処理工業株式会社として分社化。
- 1960年（昭和35年）9月 - トヨタ関連部品部門を豊臣機工株式会社として分社化。
- 1962年（昭和37年） - スチール製家具の生産を開始。
- 1964年（昭和39年）1月 - スチール製家具部門をトヨセット株式会社として分社化。
- 1970年（昭和45年） - 電気暖房機器・電動芝刈機等の製造販売を開始。
- 1983年（昭和58年） - アメリカ・コネチカット州に現地子会社としてトヨトミU.S.A.,INC.を設立。
- 1990年（平成2年）4月 - トヨトミ販売株式会社を合併し、株式会社トヨトミに社名変更。
- 1992年（平成4年）1月 - 窓用エアコンなどの夏物商品の製造を本格化。
- 1996年（平成8年）3月 - 空気清浄機の製造販売を開始。
- 2000年（平成12年）4月 - 製品のリサイクル・リユース事業を行う株式会社豊臣リサイクルを設立。
- 2007年（平成19年）6月 - ペレットストーブ等の輸入販売を行う豊臣工業株式会社（2代）を設立。
- 2010年（平成22年）3月 - 石油給湯器・芝刈り機の生産から撤退（サポートは数年間継続）。
- 2016年（平成28年）4月 - 豊臣工業株式会社と株式会社豊臣リサイクルが合併し、株式会社豊臣リサイクルは豊臣工業株式会社のリサイクル事業部となる[3]。

## トヨトミの独自技術

### レーザーバーナー
トヨトミは「ポット式としては」小型、余熱時間短縮、燃焼時の石油臭の低減等を実現し、さらに他の方式（ブンゼン式など）と同様の高温燃焼化に成功。これに特許と「レーザーバーナー」の商標を取得している。
小型ポット式燃焼による高い熱効率、低NOx・低CO、前シーズンの残り灯油が使用できるほどの高い耐久性、省電力、静音などが特徴で、同社のファンヒーターのセールスポイントになっている。またブンゼン式に比べてバーナーが上下方向に大きくなりがちな事を逆手に取り、大容量のカートリッジタンク（どでかタンク）を採用して給油回数を減らす傾向にある。なお、2011年（平成23年）モデル以降は前シーズンの残り灯油が使えて無駄がなく、省電力設計であることから「エコバーナー」という名称になっている（家庭用開放式ファンヒーターのみ）。
また、ポット部分を耐熱ガラス張りとし、遠赤外線を併用する「アンティークファンヒーター」も発売している（2020年（令和2年）12月時点ではLR - 680Fが継続発売されている）ほか、2010年（平成22年）度モデルからはポット式の弱点だった温まるまでの立ち上がりの遅さを克服するために、3秒ですぐに温まる電気ヒーター（セラミックヒーター）を搭載した「ハイブリッドヒーター」を発売した（2020年（令和2年）12月時点ではLC - SHB40Iのみ）。
2014年（平成26年）度モデルからは、湿度センサーを搭載することで体感温度に応じた自動制御が可能で、石油ファンヒーターでは珍しいリモコン付のハイグレードモデル「スマートファンヒーター」を発売した（2020年（令和2年）12月時点ではLC - SL36HとLC - SL53Hの2機種）。
なお、FF式石油ストーブには低NOx性能を強化した「エクセレントレーザーバーナー」を採用している。
2017年（平成29年） - 2018年（平成30年）シーズンまでトヨトミが唯一のメーカーであったが、2018年（平成30年） - 2019年（令和元年）シーズンよりサンポットに特許権を供給している。

### ダブルクリーン
ダブルクリーンは、トヨトミの芯を用いた石油ストーブの燃焼機構技術である。
通常の耐熱ガラス筒による燃焼筒の上に、二次燃焼室を設け、従来放出されていた未燃ガスを燃焼させる方式である。これにより従来よりも灯油単位量あたりに対して高効率である他、二次燃焼室の火力調整幅が広いことが特徴である。また、低CO、低NOx、また芯に未燃成分が残りにくいため高耐久性と、ファンヒーターのレーザーバーナーに比する高耐久・省エネ性がセールスポイントとなっている。
しかし、家庭用暖房の主役をファンヒーターに譲り、その代用品・補完品として低イニシャルコストが求められがちな芯式の石油ストーブにあっては、製造コスト上不利であり、「レーザーバーナー」がトヨトミのほぼすべてのファンヒーターに採用されているのに対して、「ダブルクリーン」は上位機種のみの展開となっている。
特に家庭用よりも公民館などのような、公共施設で購入されることの多い対流式においては、ランニングコストよりもイニシャルコストの低減が求められがちであり、ダブルクリーン開発当初に発売したものの、販売数が伸びず、2009年（平成21年）に一旦全品廃番となった。しかし、少数ながらも根強いユーザー層の要望に答える形で、2015年（平成27年）に限定品としてKR - 47Hが復活、翌シーズン以降は量産品として完全復活した（2017年（平成29年）モデルからはカラーリングがアイボリー系となったKR - 47Aにマイナーチェンジ。2018年（平成30年）にはレッド（KR - 47R）が追加された）。

## 主要製品
- 石油暖房製品

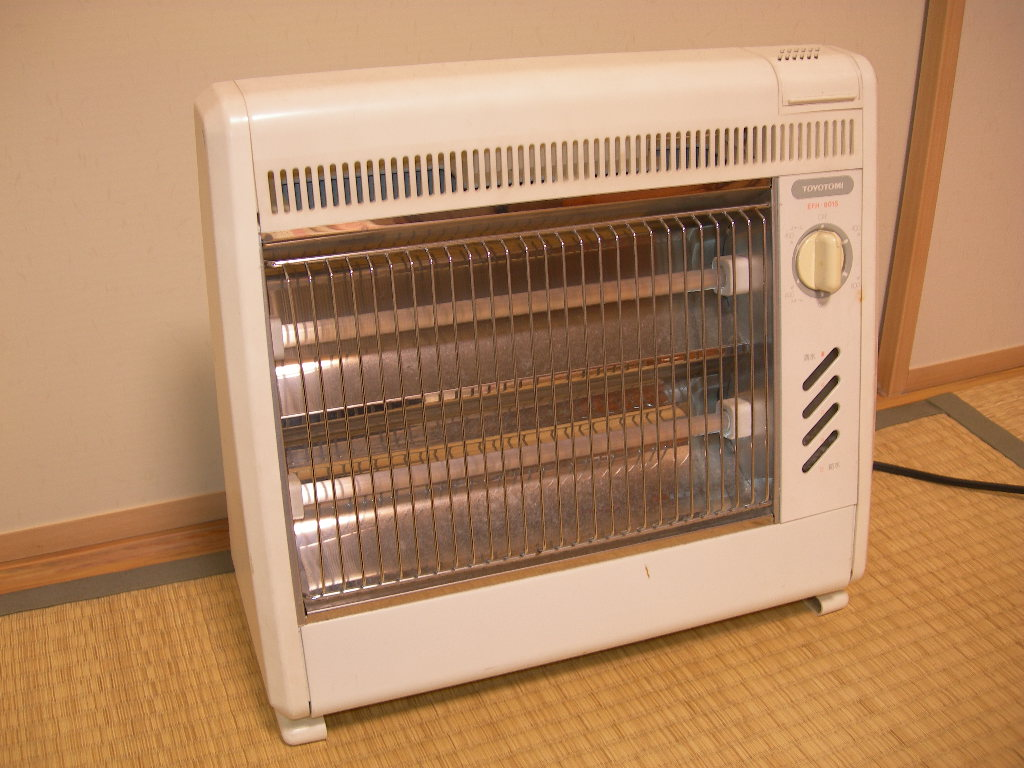
トヨトミ製電気ストーブ

  - 石油ストーブ（ポータブル、対流型、FF式等）
    - 反射式石油ストーブの現行モデルは点火方式が「高圧放電式（単2乾電池4本使用・アルカリ乾電池を推奨）」に統一されており、（単1乾電池を2本用いる）従来型フィラメント点火式は対流型ストーブの一部機種のみへと縮小。芯調節つまみは機種により回転式と上下式の2種類ある。2012年（平成24年）には業界初となる「手回し発電による電子点火」を採用し乾電池を不要とした反射式石油ストーブ「RS - Gシリーズ」を発売した。ヒーター切れの心配がなく確実に着火する高圧放電点火は対流式ストーブやサロンヒーターにも採用されており、「Pon - pa（ポンパ）」の名称が独自に付与されている。灯油タンクは（対流式・サロンヒーターを除く）全機種「カートリッジ式」に統一され、ねじ式の蓋は外周に樹脂製グリップを装着して回しやすくし・かつ手も汚れにくくする工夫「よごれま栓」を施すと共に、万一タンクが倒れても灯油がこぼれない「こぼれま栓」・燃焼中にタンクを抜くと瞬時に芯を下げて強制消火し、同時にタンク未装着時は芯が上がらず点火できなくすることで（灯油漏れによる）火災を未然に防ぐ「給油時自動消火装置」を（対流型・サロンヒーターを除いた）芯式石油ストーブ全機種に採用して安全性を高めている[注 6]。またタンク灯油残量が半分以下になると（油切れの約2時間前より）表示される「給油サイン」は機種により「（灯油残量が半分以下になると赤を表示する）カラーサイン式」と「（タンクに付いている灯油満量サインを直接見せる）残量窓式」の二通りある（本体内蔵タンク式は油量計による直接表示）。カートリッジタンクには灯油を溢れさせないための「満量サイン」があり、油が入ると黒く変わる。

  - 石油ファンヒーター
    - アンティークファンヒーター
    - ハイブリッドヒーター（電気ヒーター内蔵石油ファンヒーター）
      - 2006年からは長府製作所へもOEM供給している。
- アンティークストーブ

- 電気暖房製品
  - 電気ストーブ（電気ヒーター、電気パネルヒーター）
  - 加湿器

- 冷房製品
  - 窓用エアコン
  - サーキュレーター
  - 扇風機

- 除湿・冷風機
  - 除湿冷風機
  - スポットクーラー / 冷暖スポットエアコン

- 空気清浄機

## 石油ファンヒーター事故
同社が1982年（昭和57年）から1983年（昭和58年）にかけて製造した石油ファンヒーター・LCR-3型で、2006年（平成18年）12月に、北海道苫小牧市のアパートで、親子7人が一酸化炭素中毒で死亡する事故が起こった。
三洋電機石油ファンヒーター事故以前の製造なので、安全装置はついていなかった。同社製品による事故発生を受けて、1986年（昭和61年）から回収が行われていた。対象製品は以下の5機種で、いずれも1982年（昭和57年） - 1984年（昭和59年）に製造された。
- LCR - 3
- LCR3 - 1
- LS - 3
- LS - 3 - 1
- LS - 6

しかしこの事故に関して、使用していた石油ファンヒーターは正規に購入したものではなく、ゴミとして廃棄されていたものを拾って再利用していたことが後日判明した。当初は北海道警察が業務上過失致死傷罪の容疑で、メーカーに刑事責任があるとしていたが、これにより刑事責任を問うのは困難になった。
なお死亡した親子の遺族は、2008年（平成20年）に「被害拡大を防ぐための周知義務や回収・交換義務を怠った」「国が回収を命じていれば事故を防げた」として、トヨトミ及び日本国政府を相手取り、それぞれ約8,000万円の損害賠償を求める民事訴訟を札幌地方裁判所に提起したが、2010年（平成22年）に遺族の請求をいずれも棄却する判決が出ている。

## その他
石油暖房機器製造から撤退した日立製作所に代わり、日立チェーンストールに当社製品が供給されている。また、石油ファンヒーターの自社生産を中止した長府製作所にもOEM供給されている。

## 関連会社
- 豊臣機工株式会社
- トヨセット株式会社
- 豊臣ソフト開発株式会社
- 豊臣熱処理工業株式会社
- 豊臣化成株式会社
- 豊臣工業株式会社
- 株式会社ロイヤルフレンドシップ
- トヨトミU.S.A.,INC